# Luis Gonzalvo y París

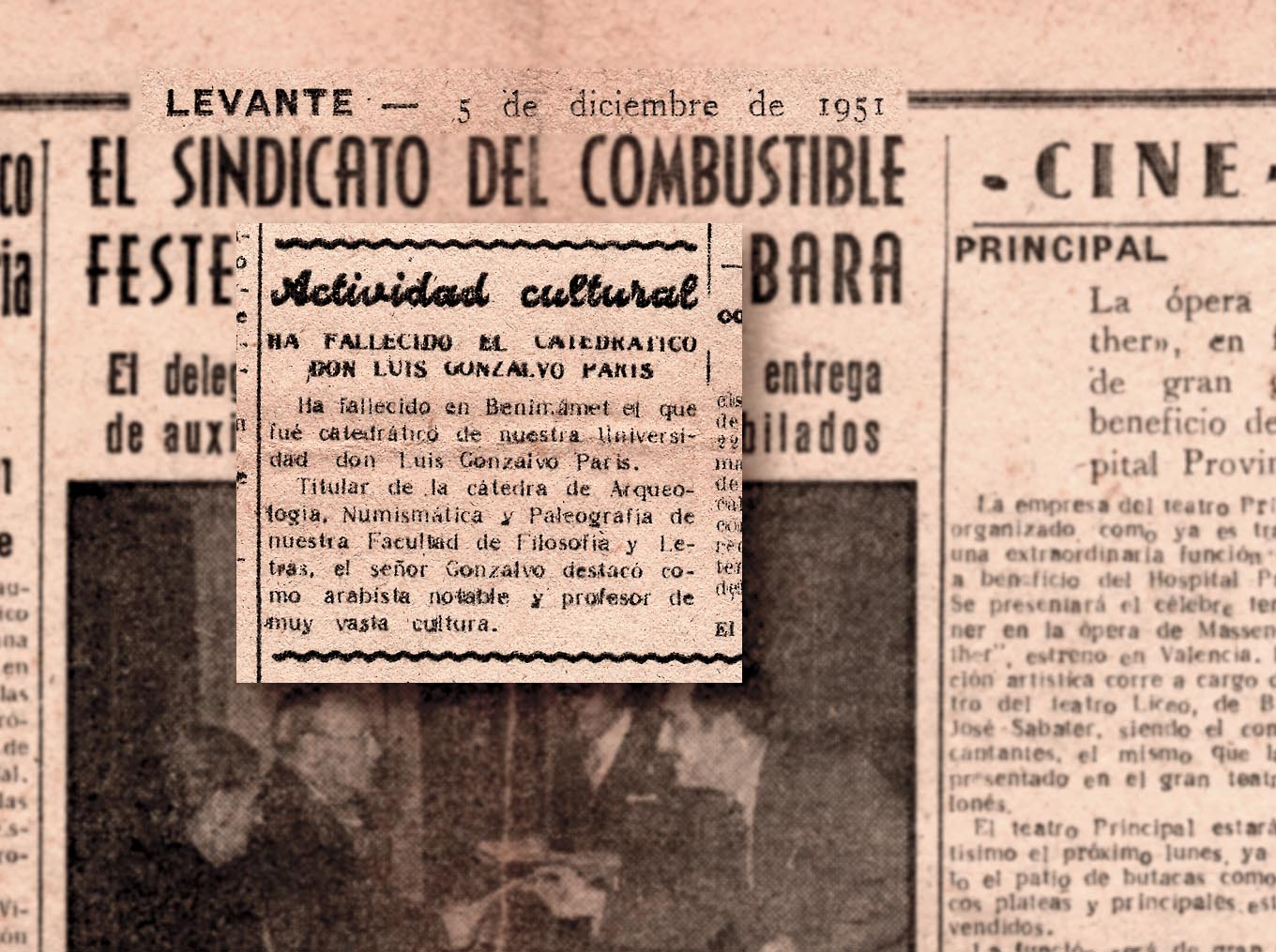
Reseña fallecimiento

Luis Gonzalvo y París (Ávila, 1874 - Burjasot, 1951) fue un arqueólogo, arabista y catedrático español, pionero de la arqueología en la actual Comunidad Valenciana y uno de los fundadores del Laboratorio de Arqueología de la Universidad de Valencia.

## Biografía
Hijo del pintor Pablo Gonzalvo y Pérez, estudió en la antigua Escuela Superior de Diplomática y en 1893 ingresó en el Cuerpo Facultativo de Archiveros, Bibliotecarios y Arqueólogos, siendo destinado al Archivo de Hacienda de Valencia y, tras una breve estancia en el de Toledo, en 1896 fue trasladado a la Archivo Histórico Nacional donde permaneció hasta retornar a Valencia.
En la Universidad de Valencia había desde 1902 una sección de arqueología. Gonzalvo París ganó por oposición la primera cátedra de Arqueología, Epigrafía y Numismática de la universidad valenciana, y reformó y dotó la sección arqueológica hasta convertirla en una institución propia entre 1921 y 1924, el Laboratorio de Arqueología de la Universidad de Valencia. Fue discípulo del arabista aragonés Francisco Codera lo que le permitió ser un experto en arqueología medieval cristiana y árabe en España. Además, colaboró con el Instituto de Idiomas en la enseñanza del árabe y trabajó junto a Manuel Sanchis Guarner para darle rango universitario a la enseñanza en valenciano, entonces impartido por el Centro de Cultura Valenciana Con la proclamación de la Segunda República Española fue nombrado vicerrector, cargo que compaginó con la dirección del Instituto de Idiomas. Iniciada la Guerra Civil colaboró en la protección del patrimonio artístico. Renunció al vicerrectorado en 1937 por problemas de salud para ocuparse de la dirección de la Sección Filológica del Instituto de Estudios Valencianos, integrada por Carlos Salvador, Sanchis Guarner, Francisco Almela y Vives y Bernat Artola. Fue movilizado en agosto de 1938 por el gobierno republicano. Con la victoria franquista y la depuración de los desafectos al régimen, fue separado de su cátedra y jubilado forzosamente en octubre de 1940.
De sus obras, se señala La mujer musulmana en España (1914), —trabajo al que dio origen su tesis doctoral Avance para un estudio de las poetisas musulmanas en España (1905)—, y Carácter, elaboración y enseñanza de los estudios históricos (1914).